# Hội thao quân sự quốc tế
Hội thao quân sự quốc tế (tiếng Nga: Армейские международные игры, tiếng Anh: International Army Games), viết tắt ArMY (АрМЙ trong tiếng Nga) là sự kiện thể thao quân sự đa quốc gia thường niên của Nga do Bộ Quốc phòng Nga làm nhà tổ chức chính. Được tổ chức lần đầu tiên vào tháng 8 năm 2015, đến nay đã có hơn 30 quốc gia tham gia tranh tài với nhiều nội dung thi đấu trong hai tuần để giành vị trí danh dự về thành tích trong thể thao quân sự. Do tính chất quân sự của nó, sự kiện này còn có tên gọi không chính thức là Thế vận hội chiến tranh (tiếng Anh: War Olympics). Bên cạnh khu vực tổ chức cuộc thi, Hội thao quân sự quốc tế còn bao gồm một công viên giải trí quân sự, một trạm tuyển quân và các cửa hàng lưu niệm.

## Lịch sử

Các quốc gia tham dự Hội thao quân sự quốc tế năm 2019

- Hội thao quân sự quốc tế 2015: diễn ra từ ngày 1 đến ngày 15 tháng 8.[4]
- Hội thao quân sự quốc tế 2016: diễn ra từ ngày 30 tháng 7 đến ngày 13 tháng 8. 3.500 quân nhân đến từ 19 quốc gia đã thi đấu trong 23 cuộc thi.[5]
- Hội thao quân sự quốc tế 2017: diễn ra từ ngày 29 tháng 7 đến ngày 12 tháng 8, tổ chức tại 5 quốc gia (Nga, Trung Quốc, Azerbaijan, Belarus và Kazakhstan). Có tất cả 28 cuộc thi đã được tổ chức, với 5 cuộc thi mới được thêm vào. Hơn 4.500 quân nhân đến từ 28 quốc gia đã tham gia sự kiện, trong đó các đội từ Syria, Nam Phi, Israel, Uzbekistan, Bangladesh, Uganda và Lào lần đầu tiên tham gia.
- Hội thao quân sự quốc tế 2018: diễn ra từ ngày 23 tháng 7 đến ngày 11 tháng 8, tổ chức tại 7 quốc gia (Nga, Trung Quốc, Azerbaijan, Armenia, Belarus, Iran và Kazakhstan). Lần đầu tiên các cuộc thi được tổ chức tại Armenia và Iran. 189 đội đến từ 32 quốc gia đã tham gia vào 28 cuộc thi, trong đó các đội từ Algérie, Việt Nam, Myanmar, Pakistan, Sudan và Philippines lần đầu tiên góp mặt.[6]
- Hội thao quân sự quốc tế 2019: diễn ra từ ngày 3 đến ngày 17 tháng 8, tổ chức tại 10 quốc gia (Nga, Ấn Độ, Trung Quốc, Azerbaijan, Armenia, Belarus, Iran, Kazakhstan, Mông Cổ và Uzbekistan).[7] Có tất cả 32 cuộc thi đã được tổ chức với sự tham dự của các đội đến từ 39 quốc gia.
- Hội thao quân sự quốc tế 2020: diễn ra từ ngày 23 tháng 8 đến ngày 5 tháng 9, tổ chức tại 5 quốc gia (Nga, Azerbaijan, Armenia, Belarus và Uzbekistan), phần lớn cuộc thi được tổ chức tại Nga.[8] Các đội đến từ 32 quốc gia đã tham dự vào 30 nội dung thi đấu. Ban đầu sự kiện được lên kế hoạch tổ chức tại 11 quốc gia (Nga, Ấn Độ, Trung Quốc, Azerbaijan, Armenia, Belarus, Iran, Kazakhstan, Mông Cổ, Uzbekistan và một trong những phần thi của sự kiện - "Field Kitchen" - được dự định tổ chức tại Sri Lanka) và số lượng các cuộc thi diễn ra bên ngoài nước Nga được dự tính vượt qua số lượng các cuộc thi diễn ra trong nước.[9] Tuy nhiên, ảnh hưởng của đại dịch COVID-19 khiến các kế hoạch buộc phải thay đổi.[8]

## Danh sách cuộc thi
Các cuộc thi chính được tổ chức trong khuôn khổ các kỳ Hội thao quân sự quốc tế bao gồm:
- Xe tăng hành tiến (Tank Biathlon): cuộc thi giữa các đội xe tăng (Xe tăng hành tiến bắn mục tiêu).
- Đột kích Suvorov (Suvorov Attack/Suvorov Onslaught): cuộc thi giữa các kíp xe/chuyên gia của xe chiến đấu bộ binh BMP-2 và các phương tiện chiến đấu khác có đặc điểm tác chiến tương tự.[11] Mỗi đội thi gồm có 21 người, trong đó một người là trưởng đoàn, 2 người thuộc ban huấn luyện và 6 người là nhân viên hỗ trợ kỹ thuật. Kíp thi đấu trên đường đua gồm 12 vận động viên (bốn kíp xe).[12] Cuộc thi diễn ra trong 3 chặng: chặng đầu là phần thi cá nhân, chặng thứ hai là bán kết và chặng thứ ba là chung kết chạy tiếp sức.[12]
- Mũi tên không quân (Aviadarts): cuộc thi giữa các đội bay của lực lượng không quân. Trước đây Aviadarts được tổ chức như một cuộc thi độc lập trong hai năm.[13]
- Trung đội đổ bộ đường không (Airborne Platoon): cuộc thi giữa các đơn vị lính nhảy dù. Mỗi đội thi có đến 42 người, trong đó có 3 đội thi (7 vận động viên mỗi đội) là các đội thi đấu chính, thêm một đội là dự bị, 13 người là cán bộ quản lý và hỗ trợ kỹ thuật.[14] Cuộc thi bao gồm 4 chặng chính, mỗi chặng chính được chia thành nhiều chặng phụ, tổng cộng có 10 chặng trong phần thi này.[14] Trong quá trình thi đấu, cả kỹ năng đổ bộ lẫn kỹ năng bắn súng và điều khiển xe bọc thép đều được đánh giá.[14]
- Cúp biển (Sea Cup): cuộc thi giữa các phi hành đoàn trên các tàu nổi trong khu vực biển Đen và biển Caspi.[15] Thành phần của các đội thi ở các vùng biển khác nhau là khác nhau. Đối với vùng biển Caspi, mỗi đội thi có đến 65 người, trong đó 60 người là thủy thủ đoàn của tàu, 5 người thuộc ban huấn luyện. Cuộc thi được tổ chức theo 3 chặng: thi trình diễn bắn pháo vào các mục tiêu khác nhau, thi đấu khả năng sống sót của tàu nổi và huấn luyện cứu nạn, thi huấn luyện hải quân.[15] Các tàu có trọng lượng rẽ nước đến một nghìn tấn có quyền tham dự cuộc thi.[15]
- Pháo thủ giỏi (Masters of Artillery Fire): cuộc thi giữa các khẩu đội pháo binh. Mỗi đội thi gồm có 21 người, các đội thi được tổ chức sử dụng hai loại thiết bị - súng cối 120 mm và xe bọc thép đa năng hạng nhẹ MT-LB. Cuộc thi diễn ra trong 3 chặng, chặng đầu là cuộc đua cá nhân trong ngày, chặng thứ hai là cuộc đua chạy nước rút ban đêm và chặng thứ ba là cuộc đua tiếp sức đồng đội, kết thúc cuộc thi.[16]
- Bầu trời quang đãng (Clear Sky): cuộc thi giữa các tổ đội pháo phòng không và tên lửa phòng không. Mỗi đội thi gồm có 18 người, trong đó tham gia thi đấu chính có 2 phân đội (5 vận động viên mỗi phân đội), còn lại 8 người là chỉ huy và tổ hỗ trợ kỹ thuật.[17] Cuộc thi bao gồm 3 chặng riêng biệt của cuộc đua - "Kỹ năng", "Tương tác" và "Kết hợp" - được tiến hành bằng cách sử dụng xe bọc thép chở quân và MANPADS.[17]
- Trinh sát quân sự xuất sắc (Army Scout Masters): cuộc thi giữa các đội trinh sát. Mỗi đội thi gồm có 21 người, trong đó nhóm trinh sát chủ lực có 10 người, dự bị thêm 2 người, thành phần còn lại gồm chỉ huy và cán bộ hỗ trợ kỹ thuật.[18] Cuộc thi diễn ra trong 5 chặng: đổ bộ, sau đó là hành quân, đánh giá công việc của thợ lái, vượt chướng ngại vật, huấn luyện chữa cháy và thực hành thoát ra khỏi khu vực hoạt động của một nhóm trinh sát.[18] Các phương tiện kỹ thuật được phép sử dụng trong cuộc thi là trực thăng Mil Mi-8 để đổ bộ quân, xe chiến đấu bộ binh (BMP) để di chuyển trên mặt đất cũng như các phương tiện bay không người lái.[18]
- Vùng nước mở (Open Water): cuộc thi giữa các đơn vị công binh cầu phà. Mỗi đội thi có đến 105 người, bao gồm một nhóm công binh cầu phà, các kỹ sư, các nhóm chuyên về các thiết bị liên quan khác nhau cũng như các thành viên ban chỉ huy, ban huấn luyện và nhân viên hỗ trợ.[19] Cuộc thi có tất cả 7 chặng, trong đó bao gồm: thực hiện trinh sát kỹ thuật vượt chướng ngại vật, dùng thiết bị vượt mương chống tăng, tổ chức đổ bộ vượt biển, điều khiển thiết bị phà trọng tải lớn trang bị đạn dược và vận chuyển xe bánh xích bằng phà.[19] Các loại thiết bị được phép sử dụng trong khuôn khổ cuộc thi là PMP, PTS, PMM, SNL và BAT tracklayer.[19]
- Lộ trình an toàn (Safe Route): cuộc thi giữa các đơn vị công binh rà phá bom mìn. Mỗi đội thi có đến 30 người, trong đó có 5 người là công binh, 9 người tính toán cầu cơ giới, 4 người là kíp xe đi cùng, còn lại là chỉ huy và tổ hỗ trợ kỹ thuật.[20] Cuộc thi được tổ chức trong 5 chặng: chuẩn bị và trinh sát pháo đài, rà phá địa hình, lắp ráp một cây cầu cơ giới để vượt địa hình, khôi phục một đoạn đường và lắp đặt các đường đi qua khu vực khai thác bằng máy rà phá kỹ thuật.[20] Các thiết bị được phép sử dụng trong quá trình thi đấu là cầu cơ giới TMM-3, máy quét BAT, máy làm lệch IMR-2, hệ thống khai thác VSM-1, bộ rà phá bom mìn OVR-2 cũng như các loại máy dò mìn và máy dò cầm tay.[20]
- Môi trường an toàn (Safe Environment): cuộc thi giữa các đơn vị trinh sát bức xạ, hóa học và sinh học của binh chủng hoá học. Mỗi đội thi gồm có 20 người, trong đó 9 người thuộc kíp thi đấu, 2 người thuộc ban huấn luyện, còn lại là tổ thông tin, kỹ thuật và y tế.[21] Cuộc thi bao gồm 3 chặng: cuộc đua cá nhân, cuộc đua tiếp sức và cuộc thi huấn luyện hỏa lực. Các kíp xe trinh sát (mỗi kíp gồm 3 vận động viên) phải cùng nhau vượt qua 12 vật cản xe, 12 vật cản thể lực và 3 khu vực thi đấu nội dung chuyên ngành "Trinh sát Hóa học", "Dò tìm nguồn phóng xạ" và "Tiêu tẩy".[22] Xe trinh sát chuyên dụng РХМ-4 được dùng làm phương tiện di chuyển và súng trường tấn công Kalashnikov AK-74M được dùng làm vũ khí trong cuộc thi này.[21]
- Thợ kỹ thuật xe bọc thép giỏi (Masters of Armored Vehicles): cuộc thi giữa những người điều khiển xe quân sự.[23]

Tại Hội thao quân sự quốc tế 2016, các cuộc thi sau đã được bổ sung:
- Xạ thủ bắn tỉa (Sniper Frontier): cuộc thi giữa các nhóm xạ thủ bắn tỉa. Mỗi đội thi gồm có 8 tay súng bắn tỉa, tạo thành 4 nhóm bắn tỉa và tối đa 3 nhân viên chỉ huy cấp cao. Cuộc thi diễn ra trong 3 chặng, trong đó chặng đầu là đánh giá kỹ năng cá nhân, chặng thứ hai là phân loại theo cặp và chặng thứ ba là tiếp sức đồng đội.[24] Ba loại vũ khí được sử dụng cho cuộc thi là súng ngắn Makarov PM, lựu đạn huấn luyện RGD-5 và súng bắn tỉa SVD 7.62 mm.[24]
- Vành đai Elbrus (Elbrus Ring): cuộc thi giữa những quân nhân thuộc các đơn vị miền núi. Mỗi đội thi gồm có 18 người, trong đó 1/3 người trong đội thuộc ban huấn luyện. Cuộc thi bao gồm 3 chặng chính, mỗi chặng chính được chia thành nhiều chặng phụ.[25] Ở chặng đầu, các đội được yêu cầu hoàn thành các nhiệm vụ đặc biệt trên lãnh thổ của căn cứ huấn luyện, chặng thứ hai là hành quân trên núi cao với việc vượt qua các chướng ngại vật nước và chặng thứ ba là đi lên núi Elbrus.[25] Đồng thời, trong giai đoạn hai, không chỉ thực hiện di chuyển trên địa hình vượt qua các chướng ngại vật khác nhau, mà còn phải đổ bộ xuống các vùng núi cũng như thực hành vận chuyển nạn nhân ra khỏi đó.[25]
- Đổ bộ đường biên (Seaborne Assault): cuộc thi giữa các đơn vị thủy quân lục chiến. Mỗi đội thi có đến 42 người, trong đó 24 người tham gia thi đấu chính, 9 người thuộc đội dự bị và 9 người là cán bộ hỗ trợ kỹ thuật.[26] Cuộc thi được tổ chức trong 3 chặng: vượt chướng ngại vật, đường mòn sinh tồn (đánh giá kỹ năng làm việc tại hiện trường) và chạy tiếp sức đồng đội.[26]
- Mở cửa bầu trời (Keys to The Sky): Cuộc thi giữa các tổ đội tên lửa phòng không.
- Công thức công binh (Engineering Formula): cuộc thi giữa các đội xe kỹ thuật. Mỗi đội thi gồm có 18 người, trong đó 9 người thuộc kíp xe công binh, 4 người là huấn luyện viên và nhân viên chỉ huy, 5 người là tổ hỗ trợ kỹ thuật. Cuộc thi được tổ chức theo 4 chặng: đào hố, đóng mương với sự hỗ trợ của thiết bị đặc chủng, vận chuyển và sử dụng gỗ để làm rào chắn, buộc chắn nước bằng phương tiện kỹ thuật đặc biệt.[27] Các thiết bị, phương tiện kỹ thuật được sử dụng để tranh tài trong cuộc thi này là MDK-3, BAT, IMR-2 và PTS.[27]
- Người bạn trung thành (True Friend): cuộc thi giữa các chuyên gia huấn luyện chó nghiệp vụ, được tổ chức với sự tham gia của chó nghiệp vụ của họ. Mỗi đội thi gồm có 10 người và 5 chú chó, trong đó có 5 người là chuyên gia huấn luyện chó nghiệp vụ, 3 người thuộc đội hỗ trợ kỹ thuật, chỉ huy và huấn luyện viên.[28] Cuộc thi bao gồm 5 chặng: đua cá nhân hai môn phối hợp với sự tham gia của các chú chó, trình diễn kỹ năng nghiệp vụ bảo vệ, vượt chướng ngại vật giữa chó và người, tiếp sức đồng đội hai môn phối hợp với chó và thi đấu cá nhân về độ chính xác khi bắn súng máy.[28]
- Thợ quân khí giỏi (Gunsmith Master): cuộc thi giữa các chuyên gia sửa chữa vũ khí tên lửa và pháo binh. Mỗi đội thi gồm có 17 người, trong đó 15 người trực tiếp sửa chữa, 2 người là chỉ huy.[29] Cuộc thi được tổ chức theo 4 chặng: sửa chữa lựu pháo D-30A, sửa chữa pháo phòng không ZU-23, đánh giá kỹ năng bắn và chiến đấu của vận động viên (hai môn phối hợp và tiếp sức), thi tiếp sức của các trung đội sửa chữa.[29]
- Tiểu đoàn đảm bảo kỹ thuật tăng (Maintenance Battalion): cuộc thi giữa các chuyên gia sửa chữa xe bọc thép. Mỗi đội thi gồm có 28 người, trong đó có chỉ huy trưởng, 9 người là kíp xe sửa chữa, 6 người thuộc tổ hỗ trợ kỹ thuật và 9 người thuộc tổ phụ tùng.[30] Cuộc thi được tổ chức theo 4 chặng: đua cá nhân, thi bắn lửa, chạy quân sự - thể thao và chạy tiếp sức hỗn hợp.[30] Các thiết bị, phương tiện kỹ thuật được sử dụng để tranh tài trong cuộc thi này là MTO-UB1, REM-KL, BREM-1 và UAZ-3151.[30]
- Tầng sâu (Depth): cuộc thi giữa các đơn vị thợ lặn. Mỗi đội thi gồm có 6 người tham gia thi đấu chính và 2 người thuộc đội dự bị. Cuộc thi bao gồm 7 chặng: cứu hộ trên mặt nước, sơ cứu người đuối nước sau khi anh ta được đưa lên khỏi mặt nước, vượt qua chướng ngại vật dưới nước, duy trì sự sống của một tàu ngầm khẩn cấp, hàn, khả năng làm việc trong không gian hạn chế, xếp bích.[31] Một số chặng thi đấu được thực hiện trên thiết bị lặn có ống, phần khác của các chặng liên quan đến việc sử dụng thiết bị tự trị dưới nước.[31]
- Tiếp sức quân y (Military Medical Relay Race): cuộc thi giữa các quân nhân thuộc đối tượng bác sĩ, trung cấp quân y và lái xe thiết giáp của đơn vị quân y.[32]
- Bếp dã chiến (Field Kitchen): cuộc thi giữa các chuyên gia quân lương. Mỗi đội thi gồm có 9 người, trong đó có 2 đầu bếp, 2 thợ làm bánh, 2 nhân viên kỹ thuật, huấn luyện viên, phiên dịch viên cũng như đội trưởng của nhóm. Cuộc thi được tổ chức theo 4 chặng: thi bắn súng cá nhân, nấu ăn và làm bánh theo thực đơn tự chọn, nấu món ăn theo thực đơn bắt buộc và nấu các món ăn dân tộc.[33] Các thiết bị, phương tiện kỹ thuật được sử dụng để tranh tài trong cuộc thi này là PP-40, KP-30, KP-130 và PKnB-0.4.[33]

Tại Hội thao quân sự quốc tế 2017, các cuộc thi sau đã được bổ sung:
- Đua xe quân sự (Military Rally): cuộc thi diễu binh bằng xe địa hình với quãng đường dài hơn 1000 km.[34]
- Tuần tra (Patrol): cuộc thi giữa các cảnh sát giao thông. Mỗi đội thi gồm có 7 người, bao gồm chỉ huy trưởng, 2 kỹ thuật viên và 4 người tham gia thi đấu chính. Cuộc thi được tổ chức theo 2 chặng: thi đấu cá nhân (lái xe mạo hiểm, đua dọc tuyến đường, thi đánh giá kỹ năng điều khiển phương tiện giao thông, đổi bánh xe tốc độ cao, đỗ xe ô tô vượt địa hình) và thi chạy tiếp sức kỹ thuật - quân sự.[35] Xe cảnh sát cải tiến nhãn hiệu Lada Vesta và các loại xe cơ giới hợp pháp khác được phép sử dụng trong cuộc thi này.[35]
- Bảo vệ trật tự (Guardian of Order): cuộc thi giữa các cảnh sát quân sự (quân cảnh) sử dụng chướng ngại vật "Race of Heroes". Mỗi đội thi gồm có tối đa 16 người, trong đó có ít nhất 8 người tham gia thi đấu chính (bao gồm cả lái xe), 2 người thuộc nhóm huấn luyện, 2 người thuộc đội dự bị và nhân viên kỹ thuật. Nhóm cũng có thể bao gồm một phiên dịch viên.[36] Cuộc thi được tổ chức theo 4 chặng: huấn luyện lửa, vượt chướng ngại vật, thi đua đơn và thi đua đồng đội.[36] Trong cuộc thi này, nhiều loại xe UAZ (xe phục vụ cho lực lượng cảnh sát dân sự và quân sự của Liên bang Nga) khác nhau được phép sử dụng.[36]
- Chiến binh hữu nghị (Warrior of the Commonwealth): cuộc thi về kỹ năng quân sự chuyên nghiệp của quân nhân các quốc gia thuộc khối SNG.[37]
- Chim ưng săn mồi (Falcon Hunting): cuộc thi về điều khiển phương tiện bay không người lái (UAV). Mỗi đội thi gồm có 9 người, bao gồm chỉ huy trưởng, phó chỉ huy, trọng tài, huấn luyện viên, phiên dịch viên và 4 người trực tiếp điều khiển tổ hợp UAV.[38] Cuộc thi được tổ chức theo 3 chặng: chuẩn bị và trinh sát có sử dụng UAV, điều khiển UAV bay phức tạp (bay đêm, hiệu chỉnh pháo và bắn các UAV khác) và chạy tiếp sức.[38] Cuộc thi này cho phép sử dụng các phương tiện bay không người lái thuộc loại máy bay với bán kính hoạt động lên đến 40 km.[38]

Tại Hội thao quân sự quốc tế 2018, các cuộc thi sau đã được bổ sung:
- Thông tin liên lạc giỏi (Confidential Reception): Cuộc thi giữa các chiến sĩ thông tin liên lạc.
- Chiến binh hòa bình (Peace Warrior)

Tại Hội thao quân sự quốc tế 2019, các cuộc thi sau đã được bổ sung:
- Vùng tai nạn (Emergency Area): Cuộc thi giữa các đơn vị cứu hộ cứu nạn.
- Marathon kỵ binh (Horse Marathon): Cuộc thi của các đơn vị kỵ binh.
- Hành quân Sayan (Sayan March): Cuộc thi giữa các đơn vị leo núi.
- Ngôi sao vùng cực (Polar Star): Cuộc thi giữa các lực lượng đặc biệt.

Tại Hội thao quân sự quốc tế 2021, các cuộc thi sau đã được bổ sung:
- Đội quân văn hóa (Army of Culture): Cuộc thi nghệ thuật tập thể giữa các lực lượng vũ trang.
- Kinh tuyến (Meridian)

## Giải thưởng cho người chiến thắng
Các quân nhân đã giành được hạng nhất, nhì và ba tại các cuộc thi nằm trong khuôn khổ Hội thao quân sự quốc tế ngoài việc nhận được huy chương vàng, bạc và đồng của giải vô địch quốc tế mà họ còn được trao cúp, quà tặng có giá trị và được tặng thưởng huy chương của Bộ Quốc phòng Nga - huy chương “Vì sự xuất sắc trong các cuộc thi” và huy chương “Giải vô địch thế giới Tank Biathlon” (dành cho đội tuyển vô địch cuộc thi Tank Biathlon).

## Ảnh

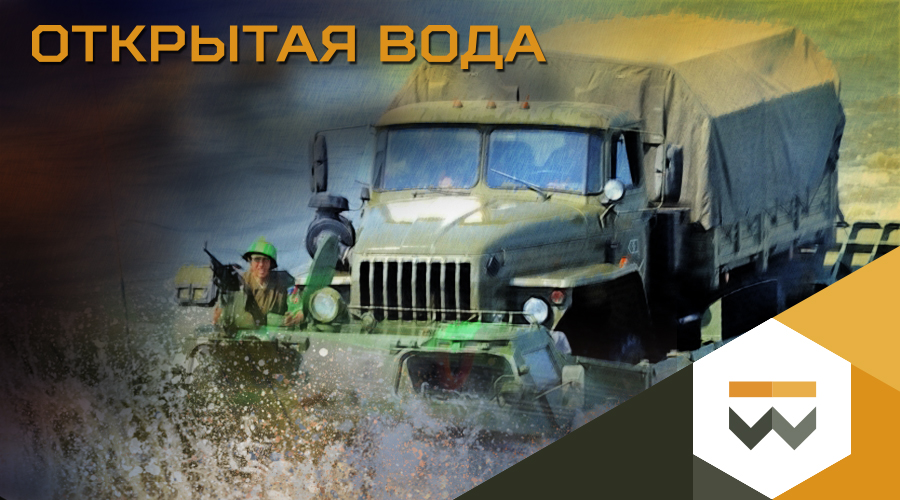
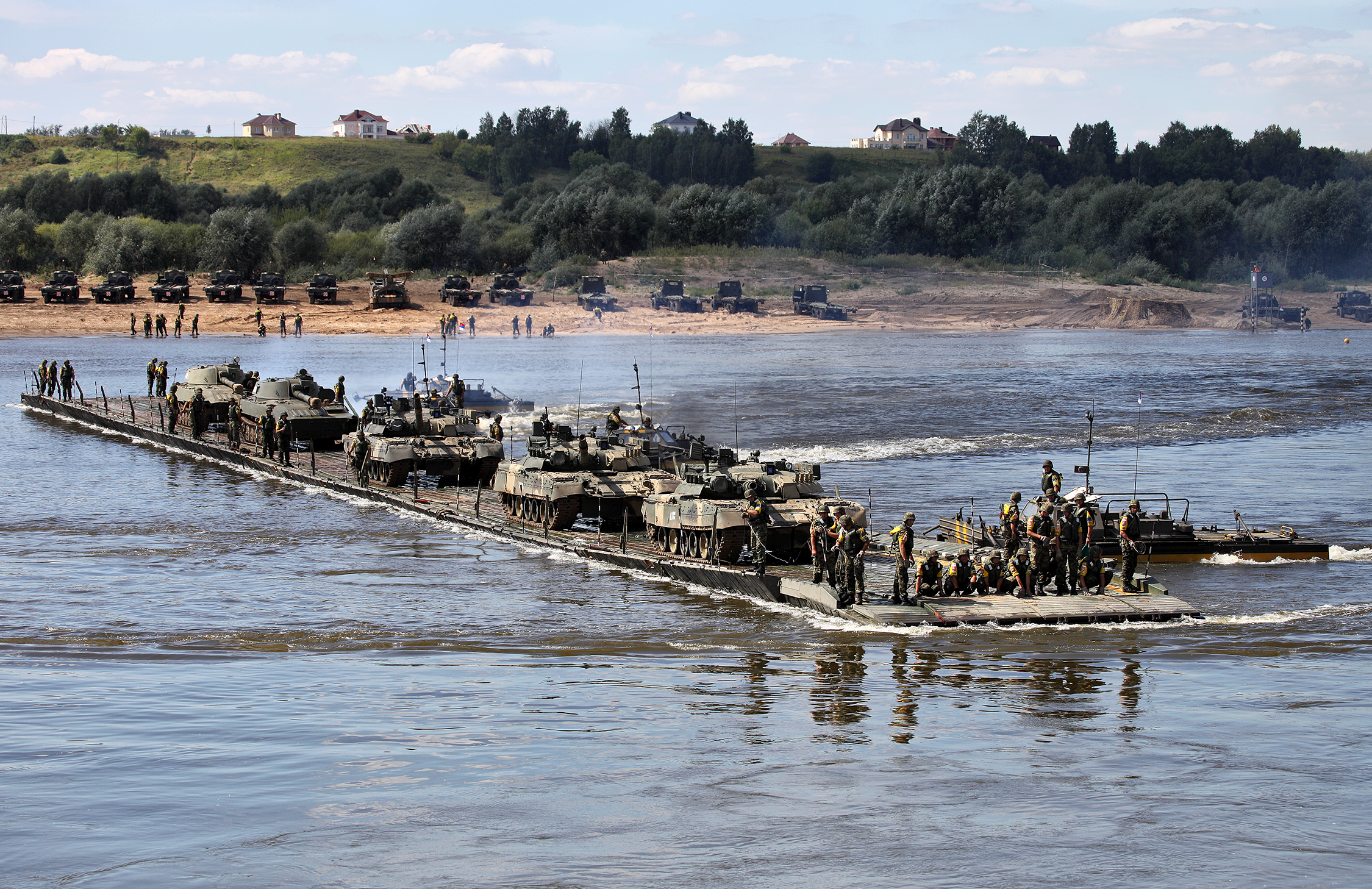
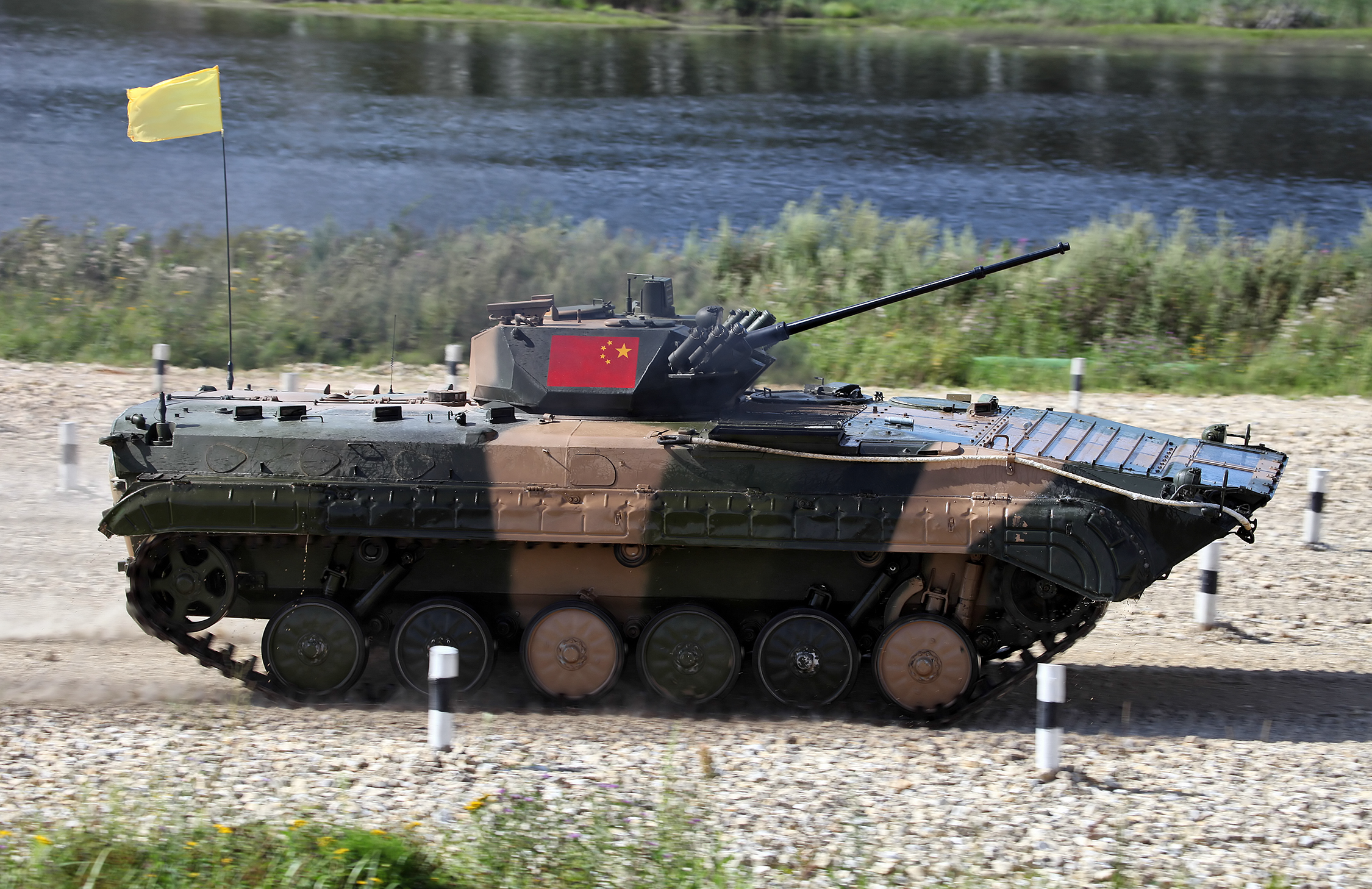
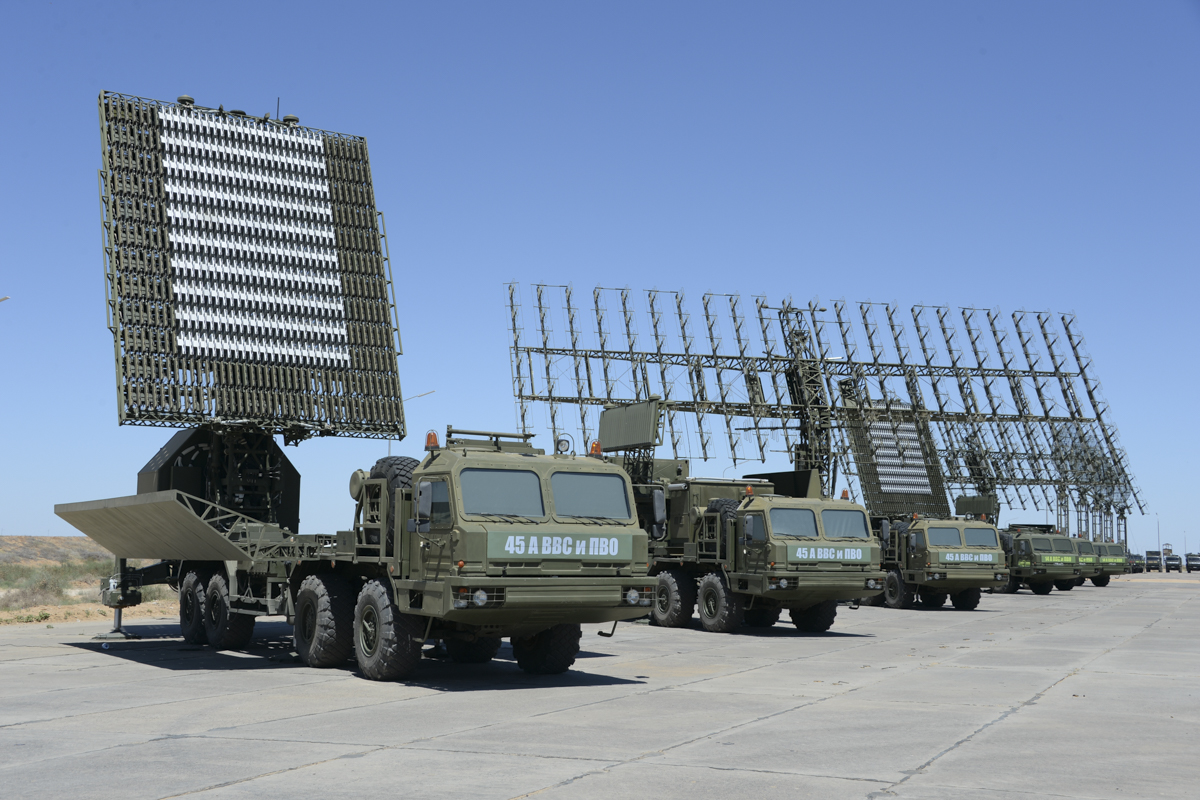
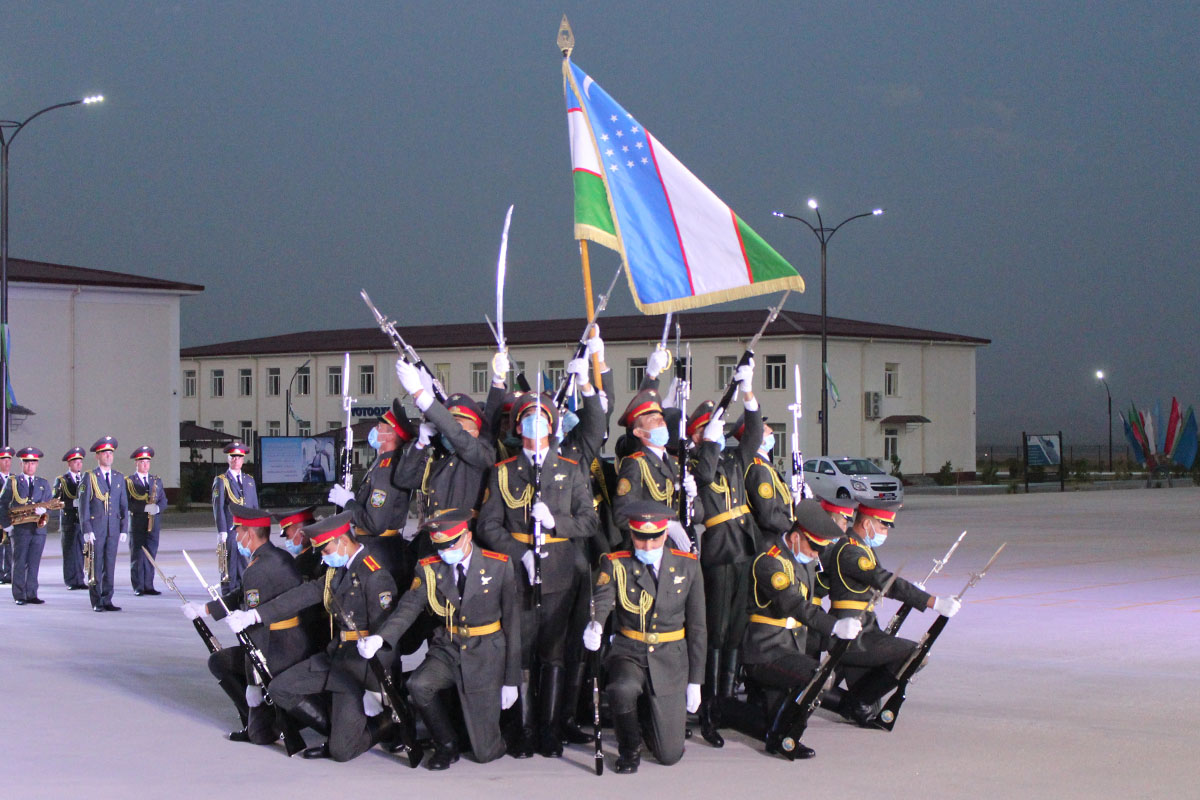
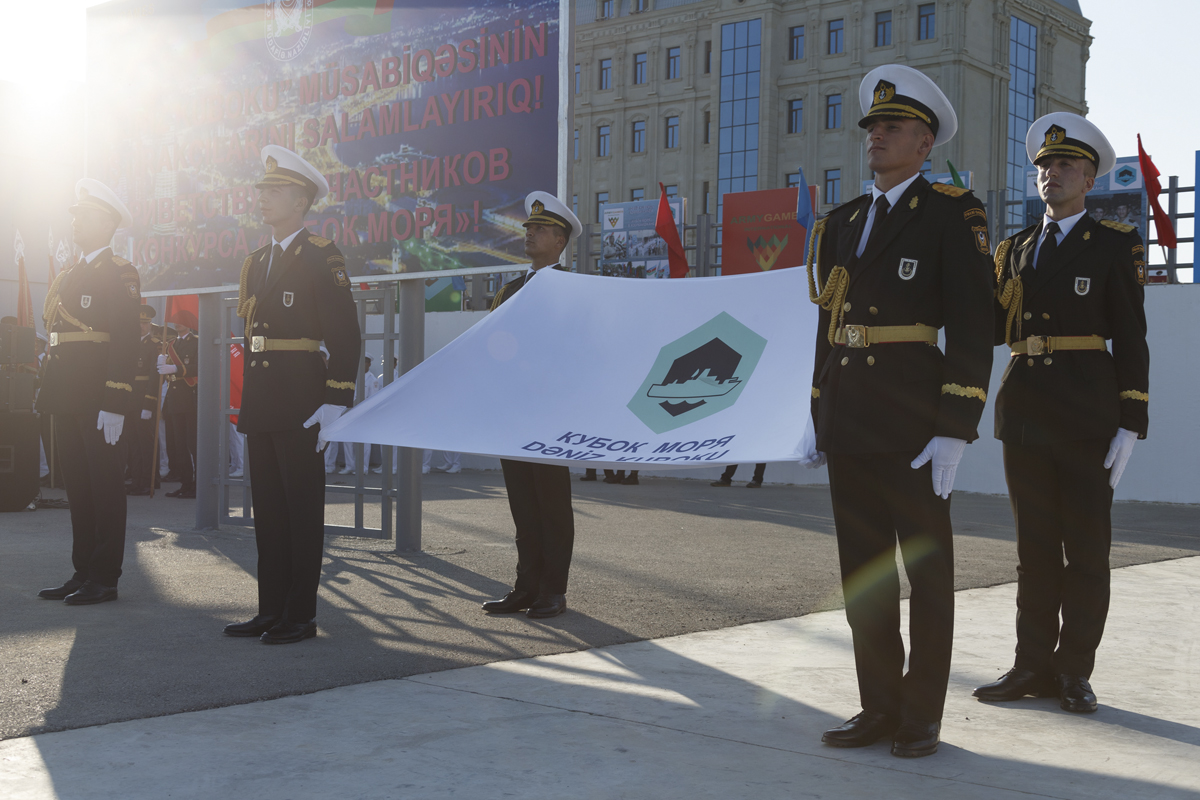